# 聖何塞德克羅區

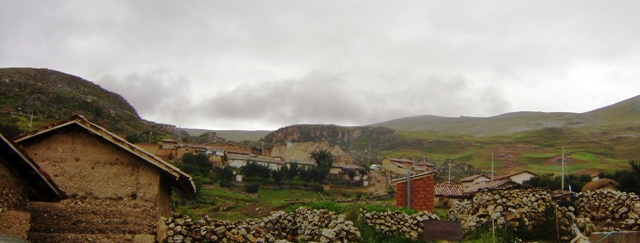

聖何塞德克羅區（西班牙語：Distrito de San José de Quero），是秘魯的一個區，位於該國中部胡寧大區的康塞普西翁省，始建於1955年6月28日，面積317平方公里，海拔高度3,856米，2005年人口6,671，人口密度每平方公里21人。